# Philiris
Philiris is een geslacht van vlinders van de familie Lycaenidae.

## Soorten
- P. agatha (Grose-Smith, 1899)
- P. albicostalis Tite, 1963
- P. albihumerata Tite, 1963
- P. albiplaga (Joicey & Talbot, 1916)
- P. angabunga (Bethune-Baker, 1908)
- P. apicalis Tite, 1963
- P. argenteus (Rothschild, 1917)
- P. ariadne Wind & Clench, 1947
- P. azula Wind & Clench, 1947
- P. caelestis Sands, 1979
- P. caerulea Tite, 1963
- P. cyana (Bethune-Baker, 1908)
- P. diana Waterhouse & Lyell, 1914
- P. dinawa (Bethune-Baker, 1908)
- P. doreia Tite, 1963
- P. elegans Tite, 1963
- P. ernita Fruhstorfer
- P. fulgens (Grose-Smith & Kirby, 1897)
- P. geluna Fruhstorfer
- P. gloriosa (Bethune-Baker, 1908)
- P. goliathensis Tite, 1963
- P. griseldis (Staudinger, 1888)
- P. harterti (Grose-Smith, 1894)
- P. hemileuca (Jordan, 1930)
- P. hypoxantha (Röber, 1926)
- P. ianthina Tite, 1963
- P. ignobilis (Joicey & Talbot, 1916)
- P. ilias (Felder, 1860)
- P. innotatus (Miskin, 1874)
- P. intensa (Butler, 1876)
- P. kamerungae Waterhouse, 1903
- P. kapaura Tite, 1963
- P. kiriwina (Fruhstorfer)
- P. kumusiensis Tite, 1963
- P. lavendula Tite, 1963
- P. lucescens Tite, 1963
- P. marginata (Grose-Smith, 1894)
- P. mayri Wind & Clench, 1947
- P. melanacra Tite, 1963

- P. misimensis Wind & Clench, 1947
- P. moira (Grose-Smith, 1899)
- P. moluccana Tite, 1963
- P. montigena Tite, 1963
- P. nitens (Grose-Smith, 1898)
- P. oreas Tite, 1963
- P. pagwi Sands, 1979
- P. phengotes Tite, 1963
- P. philotas (Felder, 1860)
- P. philotoides Tite, 1963
- P. praeclara Tite, 1963
- P. refusa (Grose-Smith, 1894)
- P. regina (Butler, 1882)
- P. remissa Tite, 1963
- P. riuensis Tite, 1963
- P. satis Tite, 1963
- P. siassi Sands, 1979
- P. sibatanii Sands, 1979
- P. speirionides Fruhstorfer
- P. subovata (Grose-Smith, 1894)
- P. tapini Sands, 1979
- P. tombara Tite, 1963
- P. unipunctata (Bethune-Baker, 1908)
- P. vicina (Grose-Smith, 1898)
- P. violetta (Röber, 1926)
- P. zadne (Grose-Smith, 1898)
- P. ziska (Grose-Smith, 1898)